# Medalha Thomson
A Medalha Thomson é um prêmio criado em 2008 atribuído pelo Instituto de Física da Grã Bretanha, para cientistas que se destacam nos avanços da técnica de espectrometria de massas (EM) inventada e/ou desenvolvida por Joseph J. Thomson, Eugen Goldstein , Arthur J. Dempster, Francis W. Aston , Hans G. Dehmelt e Wolfgang Paul (todos eles receberam o Prêmio Nobel de Física pelas suas contribuições no avanço científico de descobertas relacionadas também a esta técnica de espectrometria de massa (EM) que envolve medições das relações massa-carga dos íons formados quando uma amostra é ionizada. A EM resolve problemas analíticos em biotecnologia, estudos ambientais, química de polímeros, diversas aplicações forenses, distinções de inorgânicos, orgânicos, proteômicos, etc. John Bennett Fenn e Koichi Tanaka desenvolveram outra técnica suave de ionização chamada de soft laser desorption (1987), receberam o Prêmio Nobel de Química em 2002. O alto número de prêmios Nobel que foram dados a quem se dedicou direta ou indiretamente a EM demonstram por si o valor desta técnica para o avanço da ciência. A medalha Thonson, neste contexto, apesar de não ser popular, representa uma avaliação ainda mais profunda feita pelos próprios especialistas (pares) em EM. O cientista distinguido pela medalha Thomson recebe a quantia de 1000 libras e um diploma.

## Premiados[5]
- 2008 - Edward Hinds[6]
- 2010 - Gaetana Laricchia
- 2012 - Michael Köhl[7]
- 2014 - Charles S. Adams[8]
- 2016 - Marcos Nogueira Eberlin[9][10] (brasileiro) e Scott McLuckey